# Paracetonurus flagellicauda
Paracetonurus flagellicauda és una espècie de peix de la família dels macrúrids i de l'ordre dels gadiformes.

## Morfologia
- Els mascles poden assolir 39,3 cm de llargària total.[6][7]

## Hàbitat
És un peix d'aigües profundes que viu entre 2250-4500 m de fondària.

## Distribució geogràfica
Es troba al nord-est de l'Atlàntic i el sud-oest de l'Índic.